# Fire Within
Fire Within é o segundo álbum de estúdio da cantora e compositora britânica Birdy, ela anunciou o lançamento de seu segundo álbum através de um vídeo do YouTube em 10 de Julho de 2013. O vídeo inclui cenas de Birdy no estúdio junto com uma pré-visualização de duas músicas, "Wings" e "No Angel", que são ambos destaques no álbum. O primeiro single oficial, "Wings", foi lançado em 22 de Julho de 2013 e uma segunda canção, "All You Never Say", foi enviado para os assinantes da lista de discussão de Birdy e postado no YouTube em 15 de Agosto de 2013.
"Wings" apareceu no último episódio da quinta temporada da série "The Vampire Diaries", intitulado "Home".
O álbum foi lançado no Reino Unido e nos países vizinhos em 23 de Setembro de 2013 e até agora tem conseguido críticas positivas. Nos EUA foi lançado em 1 de Outubro de 2013.

## Lista de faixas
| N.º | Título                             | Compositor(es)                      | Produtores                    | Duração |  |
| 1.  | "Wings"                            | Birdy; Ryan Tedder                  | Rich Costey; Ryan Tedder      | 4:13    |  |
| 2.  | "Heart of Gold"                    | Birdy                               | Costey; John Hill; Eric Rosse | 3:34    |  |
| 3.  | "Light Me Up"                      | Birdy; Kid Harpoon                  | Costey; Hill                  | 4:15    |  |
| 4.  | "Words as Weapons"                 | Birdy; Tedder                       | Tedder                        | 3:59    |  |
| 5.  | "All You Never Say"                | Birdy; Dan Wilson                   | Jim Abbiss                    | 4:38    |  |
| 6.  | "Strange Birds"                    | Birdy; Sia Furler; Ariel Rechtshaid | Abbiss; Alex H. N. Gilbert    | 3:03    |  |
| 7.  | "Maybe"                            | Birdy; Wilson                       | Abbiss; Wilson                | 3:15    |  |
| 8.  | "No Angel"                         | Birdy; Ben Lovett                   | Abbiss                        | 4:03    |  |
| 9.  | "All About You"                    | Birdy; Wilson                       | Abbiss, Costey                | 4:37    |  |
| 10. | "Standing in the Way of the Light" | Birdy; Fraser T Smith               | Fraser T Smith                | 4:04    |  |
| 11. | "Shine"                            | Birdy                               | Abbiss                        | 4:06    |  |